# Wilhelm Stelter
Wilhelm Stelter (* 28. Juli 1915 in Kiel; † 6. Februar 2008) war ein deutscher Zahnmediziner und als Sanitätsoffizier zuletzt Inspizient Zahnmedizin der Bundeswehr im Dienstgrad Generalarzt.

## Leben
Stelter absolvierte 1936 in Wandsbek das Abitur und diente im Zweiten Weltkrieg als Offizier der Wehrmacht, zuletzt im Dienstgrad Major. Von 1945 bis 1949 studierte er an der Universität Hamburg Zahnmedizin. Es folgten Verwendungen im zivilen Bereich, unter anderem an der Nordwestdeutschen Kieferklinik (heute Klinik und Poliklinik für Zahn-, Mund-, Kiefer- und Gesichtschirurgie des Universitätsklinikums Hamburg-Eppendorf) sowie als Oberarzt an der Zahnklinik der Friedrich-Krupp-Krankenanstalten in Essen. 1958 trat er als Oberstabsarzt in die Bundeswehr ein, wurde 1962 zum Oberfeldarzt und 1968 in Verbindung mit der Versetzung auf den Dienstposten als Referatsleiter in der Inspektion des Sanitäts- und Gesundheitswesens (InSan) des BMVg zum Oberstarzt befördert. Vom 1. April 1970 bis zum 30. September 1972 diente er in seiner letzten militärischen Verwendung als Inspizient für Zahnmedizin. Nach seiner Zurruhesetzung praktizierte er privat einige Jahre lang in Plön.
Stelter war verheiratet und Vater zweier Söhne.